# Мар'ївська сільська рада (Баштанський район)
Ма́р'ївська сільська́ ра́да — адміністративно-територіальна одиниця та орган місцевого самоврядування в Баштанському районі Миколаївської області. Адміністративний центр — село Мар'ївка.

## Загальні відомості
- Населення ради: 2 414 особи (станом на 2001 рік)

## Населені пункти
23 квітня 1947 року було ліквідовано Виноградівську сільську Раду та включено її територію до складу Мар'ївської сільської Ради.
Сільській раді підпорядковані населені пункти:
- с. Мар'ївка
- с. Виноградівка
- с. Нове Життя
- с. Новомар'ївка

## Склад ради
Рада складалася з 16 депутатів та голови.
- Голова ради: Орлова Надія Василівна
- Секретар ради: Колесник Любов Анатоліївна

### Керівний склад попередніх скликань
| Прізвище, ім'я, по батькові | Основні відомості                                                         | Дата обрання | Дата звільнення |
| --------------------------- | ------------------------------------------------------------------------- | ------------ | --------------- |
| Орлова Надія Василівна      | Сільський голова, 1952 року народження, освіта вища, позапартійна         | 26.03.2006   | 31.10.2010      |
| Орлова Надія Василівна      | Сільський голова, 1952 року народження, освіта вища, член Партії регіонів | 31.10.2010   |                 |

Примітка: таблиця складена за даними сайту Верховної Ради України

### Депутати
За результатами місцевих виборів 2010 року депутатами ради стали:

#### За суб'єктами висування
| Суб'єкт висування           | Кількість обраних депутатів | %    |
| --------------------------- | --------------------------- | ---- |
| Партія регіонів             | 12                          | 75   |
| Самовисування               | 2                           | 12,5 |
| Комуністична партія України | 1                           | 6,3  |
| Народна партія              | 1                           | 6,3  |

#### За округами
| № округу                    | Прізвище, ім'я, по батькові    | Дата визнання обраним | Освіта  | Партійна приналежність            | Відомості про обраного депутата                                         |
| --------------------------- | ------------------------------ | --------------------- | ------- | --------------------------------- | ----------------------------------------------------------------------- |
| Комуністична партія України |                                |                       |         |                                   |                                                                         |
| 8                           | Онофрійчук Юрій Васильович     | 03.11.2010            | вища    | член Комуністичної партії України | тимчасово не працює                                                     |
| Народна Партія              |                                |                       |         |                                   |                                                                         |
| 1                           | Майдан Микола Антонович        | 03.11.2010            | середня | член Народної партії              | СТОВ «Авангард», водій                                                  |
| Партія регіонів             |                                |                       |         |                                   |                                                                         |
| 3                           | Колесник Любов Анатоліївна     | 03.11.2010            | вища    | позапартійна                      | Мар'ївська сільська рада, секретар                                      |
| 4                           | Страхова Тетяна Степанівна     | 03.11.2010            | вища    | член Партії регіонів              | Мар'ївська загальноосвітня школа, вчитель                               |
| 5                           | Ковтун Олександр Вікторович    | 03.11.2010            | вища    | позапартійний                     | Мар'ївська загальноосвітня школа, директор                              |
| 6                           | Шляхова Лариса Анатоліївна     | 03.11.2010            | вища    | позапартійна                      | Мар'ївська сільська рада, головний бухгалтер                            |
| 7                           | Печена Світлана Анатолївна     | 03.11.2010            | вища    | позапартійна                      | тимчасово не працює                                                     |
| 9                           | Кривоніс Марія Григорівна      | 03.11.2010            | вища    | член Партії регіонів              | Виноградівський психоневрологічний будинок-інтернат, головний бухгалтер |
| 10                          | Кізіма Ірина Миколаївна        | 03.11.2010            | середня | член Партії регіонів              | Виноградівський психоневрологічний будинок-інтернат, сестра-господарка  |
| 11                          | Зубко Галина Василівна         | 03.11.2010            | середня | позапартійна                      | Виноградівський психоневрологічний будинок-інтернат, секретар           |
| 12                          | Анваров Садик Рахманович       | 03.11.2010            | вища    | позапартійний                     | тимчасово не працює                                                     |
| 13                          | Душкевич Оксана Михайлівна     | 03.11.2010            | вища    | позапартійна                      | Виноградівський дитсадок, вихователь                                    |
| 14                          | Михальчук Катерина Ярославівна | 03.11.2010            | вища    | член Партії регіонів              | Виноградівський психоневрологічний будинок-інтернат, комірник           |
| 16                          | Спілатова Лариса Микитівна     | 03.11.2010            | вища    | позапартійна                      | Мар'ївський фельдшерсько-акушерський пункт, завідувачка                 |
| Самовисування               |                                |                       |         |                                   |                                                                         |
| 2                           | Літвінов Олександр Вікторович  | 03.11.2010            | вища    | позапартійний                     | Баштанський РЕМ, заступник начальника                                   |
| 15                          | Кудряшова Наталія Сергіївна    | 03.11.2010            | вища    | позапартійна                      | Мар'ївська загальноосвітня школа, вчитель                               |

## Населення
Згідно з переписом УРСР 1989 року чисельність наявного населення сільської ради становила 2266 осіб, з яких 1005 чоловіків та 1261 жінка.
За переписом населення України 2001 року в сільській раді мешкало 2328 осіб.

### Мова
Розподіл населення за рідною мовою за даними перепису 2001 року:
| Мова       | Відсоток |
| ---------- | -------- |
| українська | 83,51 %  |
| російська  | 6,79 %   |
| молдовська | 1,16 %   |
| вірменська | 0,66 %   |
| німецька   | 0,04 %   |
| циганська  | 0,04 %   |
| інші       | 7,80 %   |